# NGC 4305
NGC 4305 је спирална галаксија у сазвежђу Девица која се налази на NGC листи објеката дубоког неба.
Деклинација објекта је + 12° 44' 27" а ректасцензија 12h 22m 3,6s. Привидна величина (магнитуда) објекта NGC 4305 износи 12,4 а фотографска магнитуда 13,3. NGC 4305 је још познат и под ознакама UGC 7432, MCG 2-32-13, CGCG 70-31, VCC 522, KCPG 333A, PGC 40030.